# バレーボールウズベキスタン女子代表
バレーボールウズベキスタン女子代表は、バレーボールの国際大会で編成されるウズベキスタンの女子バレーボールナショナルチームである。
1991年まではソビエト連邦の一部だったため、本項では1992年以降の成績を記す。
1992年に国際バレーボール連盟へ加盟。

## 過去の成績

### オリンピックの成績
- 出場なし

### 世界選手権の成績
- 1994年 - 不出場
- 1998年 - アジア予選敗退
- 2002年 - 不出場
- 2006年 - アジア予選敗退
- 2010年 - アジア予選敗退

### アジア選手権の成績
- 1993年 - 6位
- 1997年 - 6位
- 1999年 - 7位
- 2007年 - 13位
- 2009年 - 12位